# V424 Lacertae
V424 Lacertae eller Tengshe är en ensam stjärna belägen i den mellersta delen av stjärnbilden Ödlan. Den har en skenbar magnitud av ca 4,94 och är svagt synlig för blotta ögat där ljusföroreningar ej förekommer. Baserat på parallax enligt Gaia Data Release 3 på ca 1,40 mas beräknas den befinna sig på ett avstånd av ca 2 300 ljusår (ca 710 parsec) från solen. Den rör sig närmare solen med en heliocentrisk radialhastighet av ca -9,5 km/s. Stjärnan ingår i stjärnföreningen Lacerta OB1.	 

## Nomenklatur
Stjärnan var en del av den forntida kinesiska konstellationen Tengshe (螣蛇, Flygande orm), som går tillbaka till 200-talet f.Kr. IAU Working Group on Star Names godkände namnet Tengshe för V424 Lacertae den 19 september 2024 och det är nu inskrivet i IAU Catalogue of Star Names.

## Egenskaper
V424 Lacertae är en orange till gul superjättestjärna av  spektralklass K5 Ib,  men den har också klassificerats som M0. Den har en massa av ca 6,8 solmassor, en radie av ca 288 solradier och utsänder energi från dess fotosfär motsvarande ca 16 600 gånger solen vid en effektiv temperatur av ca 3 750 Stjärnan upptäcktes med hjälp av analys av Hipparcos fotometri vara något varierande. Det totala intervallet är mindre än en tiondels magnitud. Flera korta perioder noteras, liksom långsamma variationer med en period på 1 100 eller 1 601 dygn. Även om den listas i General Catalog of Variable Stars som en långsam irreguljär variabel, har den ansetts vara antingen en halvregelbunden variabel eller lång sekundär periodvariabel.
V424 Lacertae har ett överskott av ultraviolett strålning, som kan bero på en osynlig följeslagare, vilket också kan förklara den långa sekundära variationsperioden. Baserat på detta antagande har en följeslagare med låg massa i en 1 382 dygns omloppsbana med en radie av 6,2 AE föreslagits.